# Primetime Emmy-díj a legjobb vendégszínésznek (vígjátéksorozat)
A legjobb vendégszínésznek (vígjátéksorozat) járó Primetime Emmy-díjat az 1975-ben megtartott 27. Primetime Emmy-gála óta adják át. 1989 előtt legjobb vendégelőadó (vígjátéksorozat) címen osztották ki, akkor még nemek szerint nem bontották szét a kategóriát.
A 2024-es díjátadón Sam Richardson (Ted Lasso) bizonyult a legjobbnak. A legtöbb, három díjat Mel Brooks vehette át. Dave Chappelle, Tim Conway, Jimmy Fallon, Jay Thomas és Justin Timberlake két-két alkalommal bizonyult a legjobbnak.

## Győztesek és jelöltek
Győztes színész

### 1980-as évek
| Év                                          | Színész(nő)                                | Színész(nő)                                | Szerep                                     | Cím                                        | Adó                                        |                                            |
| Kiemelkedő vendégelőadó vígjátéksorozatban  | Kiemelkedő vendégelőadó vígjátéksorozatban | Kiemelkedő vendégelőadó vígjátéksorozatban | Kiemelkedő vendégelőadó vígjátéksorozatban | Kiemelkedő vendégelőadó vígjátéksorozatban | Kiemelkedő vendégelőadó vígjátéksorozatban | Kiemelkedő vendégelőadó vígjátéksorozatban |
| 1986 (38. gála)                             |                                            |                                            |                                            |                                            |                                            |                                            |
| ------------------------------------------- | ------------------------------------------ | ------------------------------------------ | ------------------------------------------ | ------------------------------------------ | ------------------------------------------ | ------------------------------------------ |
| 1986 (38. gála)                             |                                            | Roscoe Lee Browne                          | Dr. Barnabus Foster                        | Cosby                                      | NBC                                        |                                            |
| 1986 (38. gála)                             | Earle Hyman                                | Russell Huxtable                           | Cosby                                      | NBC                                        |                                            |                                            |
| 1986 (38. gála)                             | Danny Kaye                                 | Dr. Burns                                  | Cosby                                      | NBC                                        |                                            |                                            |
| 1986 (38. gála)                             | Clarice Taylor                             | Anna Huxtable                              | Cosby                                      | NBC                                        |                                            |                                            |
| 1986 (38. gála)                             | Stevie Wonder                              | önmaga                                     | Cosby                                      | NBC                                        |                                            |                                            |
| 1987 (39. gála)                             |                                            |                                            |                                            |                                            |                                            |                                            |
|                                             | John Cleese                                | Dr. Simon Finch-Royce                      | Cheers                                     | NBC                                        |                                            |                                            |
| Art Carney                                  | James "Weasel" Cavanaugh                   | The Cavanaughs                             | CBS                                        |                                            |                                            |                                            |
| Herb Edelman                                | Stanley Zbornak                            | Öreglányok (The Golden Girls)              | NBC                                        |                                            |                                            |                                            |
| Lois Nettleton                              | Jean                                       | Öreglányok (The Golden Girls)              | NBC                                        |                                            |                                            |                                            |
| Nancy Walker                                | Angela                                     | Öreglányok (The Golden Girls)              | NBC                                        |                                            |                                            |                                            |
| 1988 (40. gála)                             |                                            |                                            |                                            |                                            |                                            |                                            |
|                                             | Beah Richards                              | Mrs. Varden                                | Frank's Place                              | CBS                                        |                                            |                                            |
| Herb Edelman                                | Stanley Zbornak                            | Öreglányok (The Golden Girls)              | NBC                                        |                                            |                                            |                                            |
| Geraldine Fitzgerald                        | Anna                                       | Öreglányok (The Golden Girls)              | NBC                                        |                                            |                                            |                                            |
| Eileen Heckart                              | Mrs. Hickson                               | Cosby                                      | NBC                                        |                                            |                                            |                                            |
| Gilda Radner                                | önmaga                                     | It's Garry Shandling's Show                | Showtime                                   |                                            |                                            |                                            |
| Kiemelkedő vendégszínész vígjátéksorozatban |                                            |                                            |                                            |                                            |                                            |                                            |
| 1989 (41. gála)                             |                                            |                                            |                                            |                                            |                                            |                                            |
|                                             | Cleavon Little                             | Tony Larkin                                | Dear John                                  | NBC                                        |                                            |                                            |
| Sammy Davis Jr.                             | Ray Palomino                               | Cosby                                      | NBC                                        |                                            |                                            |                                            |
| Jack Gilford                                | Max Weinstock                              | Öreglányok (The Golden Girls)              | NBC                                        |                                            |                                            |                                            |
| Leslie Nielsen                              | Jack Harper                                | Day by Day                                 | NBC                                        |                                            |                                            |                                            |
| Robert Picardo                              | Mr. Cutlip                                 | The Wonder Years                           | ABC                                        |                                            |                                            |                                            |

### 1990-es évek
| Év                    | Színész               | Színész             | Szerep                 | Magyar cím         | Eredeti cím        | Adó                |                    |
| 1990 (42. gála)       |                       |                     |                        |                    |                    |                    |                    |
| --------------------- | --------------------- | ------------------- | ---------------------- | ------------------ | ------------------ | ------------------ | ------------------ |
| 1990 (42. gála)       |                       | Jay Thomas          | Jerry Gold             |                    | Murphy Brown       | CBS                |                    |
| 1990 (42. gála)       | David Huddleston      | Arnold nagypapa     |                        | The Wonder Years   | ABC                |                    |                    |
| 1990 (42. gála)       | Darren McGavin        | Bill Brown          |                        | Murphy Brown       | CBS                |                    |                    |
| 1990 (42. gála)       | Jerry Orbach          | Glenn O'Brien       | Öreglányok             | The Golden Girls   | NBC                |                    |                    |
| 1990 (42. gála)       | Dick Van Dyke         | Ken Whittingham     | Öreglányok             | The Golden Girls   | NBC                |                    |                    |
| 1991 (43. gála)       |                       |                     |                        |                    |                    |                    |                    |
|                       | Jay Thomas            | Jerry Gold          |                        | Murphy Brown       | CBS                |                    |                    |
| Sheldon Leonard       | Sid Nelson            | Cheers              | Cheers                 | NBC                |                    |                    |                    |
| Alan Oppenheimer      | Eugene Kinsella       |                     | Murphy Brown           | CBS                |                    |                    |                    |
| Tom Poston            | Art Hibke             |                     | Coach                  | ABC                |                    |                    |                    |
| Danny Thomas          | Dr. Leo Brewster      |                     | Empty Nest             | NBC                |                    |                    |                    |
| 1992 (44. gála)       | Nem adtak át díjat    | Nem adtak át díjat  | Nem adtak át díjat     | Nem adtak át díjat | Nem adtak át díjat | Nem adtak át díjat | Nem adtak át díjat |
| 1993 (45. gála)       |                       |                     |                        |                    |                    |                    |                    |
|                       | David Clennon         | Peter Brewer        |                        | Dream On           | HBO                |                    |                    |
| Tom Berenger          | Don Santry            | Cheers              | Cheers                 | NBC                |                    |                    |                    |
| Dana Carvey           | önmaga                |                     | The Larry Sanders Show | HBO                |                    |                    |                    |
| Bill Erwin            | Sid Fields            | Seinfeld            | Seinfeld               | NBC                |                    |                    |                    |
| Joel Grey             | Jacob Pressman        |                     | Brooklyn Bridge        | CBS                |                    |                    |                    |
| 1994 (46. gála)       |                       |                     |                        |                    |                    |                    |                    |
|                       | Martin Sheen          | Nick Brody          |                        | Murphy Brown       | CBS                |                    |                    |
| Jason Alexander       | Randall Townsend      |                     | Dream On               | HBO                |                    |                    |                    |
| Paul Dooley           | Mickey Tupper         |                     | Dream On               | HBO                |                    |                    |                    |
| John Glover           | Ned Miller            | Frasier – A dumagép | Frasier                | NBC                |                    |                    |                    |
| Judge Reinhold        | Aaron                 | Seinfeld            | Seinfeld               | NBC                |                    |                    |                    |
| 1995 (47. gála)       |                       |                     |                        |                    |                    |                    |                    |
|                       | Carl Reiner           | Alan Brady          | Megőrülök érted        | Mad About You      | NBC                |                    |                    |
| Sid Caesar            | Stein                 |                     | Love & War             | CBS                |                    |                    |                    |
| Nathan Lane           | Phil                  | Frasier – A dumagép | Frasier                | NBC                |                    |                    |                    |
| Robert Pastorelli     | Eldin Bernecky        |                     | Murphy Brown           | CBS                |                    |                    |                    |
| Paul Reubens          | Andrew J. Lansing III |                     | Murphy Brown           | CBS                |                    |                    |                    |
| 1996 (48. gála)       |                       |                     |                        |                    |                    |                    |                    |
|                       | Tim Conway            | Kenny Montague      |                        | Coach              | ABC                |                    |                    |
| Griffin Dunne         | Bob                   | Frasier – A dumagép | Frasier                | NBC                |                    |                    |                    |
| Harris Yulin          | Jerome Belasco        | Frasier – A dumagép | Frasier                | NBC                |                    |                    |                    |
| Mandy Patinkin        | önmaga                |                     | The Larry Sanders Show | HBO                |                    |                    |                    |
| Larry Thomas          | A levesnáci           | Seinfeld            | Seinfeld               | NBC                |                    |                    |                    |
| 1997 (49. gála)       |                       |                     |                        |                    |                    |                    |                    |
|                       | Mel Brooks            | Phil bácsi          | Megőrülök érted        | Mad About You      | NBC                |                    |                    |
| Sid Caesar            | Harold bácsi          | Megőrülök érted     | Mad About You          | NBC                |                    |                    |                    |
| David Duchovny        | önmaga                |                     | The Larry Sanders Show | HBO                |                    |                    |                    |
| James Earl Jones      | Norman                | Frasier – A dumagép | Frasier                | NBC                |                    |                    |                    |
| Jerry Stiller         | Frank Costanza        | Seinfeld            | Seinfeld               | NBC                |                    |                    |                    |
| 1998 (50. gála)       |                       |                     |                        |                    |                    |                    |                    |
|                       | Mel Brooks            | Phil bácsi          | Megőrülök érted        | Mad About You      | NBC                |                    |                    |
| Hank Azaria           | Nat                   | Megőrülök érted     | Mad About You          | NBC                |                    |                    |                    |
| Nathan Lane           | Nathan Twilley        | Megőrülök érted     | Mad About You          | NBC                |                    |                    |                    |
| Lloyd Bridges         | Izzy Mandelbaum       | Seinfeld            | Seinfeld               | NBC                |                    |                    |                    |
| John Cleese           | Dr. Liam Neesam       | Űrbalekok           | 3rd Rock from the Sun  | NBC                |                    |                    |                    |
| 1999 (51. gála)       |                       |                     |                        |                    |                    |                    |                    |
|                       | Mel Brooks            | Phil bácsi          | Megőrülök érted        | Mad About You      | NBC                |                    |                    |
| Woody Harrelson       | Woody Boyd            | Frasier – A dumagép | Frasier                | NBC                |                    |                    |                    |
| Charles Nelson Reilly | Mr. Hathaway          |                     | The Drew Carey Show    | ABC                |                    |                    |                    |
| John Ritter           | George Madison        | Ally McBeal         | Ally McBeal            | Fox                |                    |                    |                    |
| William Shatner       | Big Giant Head        | Űrbalekok           | 3rd Rock from the Sun  | NBC                |                    |                    |                    |

### 2000-es évek
| Év               | Színész             | Színész                  | Szerep                  | Magyar cím           | Eredeti cím | Adó |
| 2000 (52. gála)  |                     |                          |                         |                      |             |     |
| ---------------- | ------------------- | ------------------------ | ----------------------- | -------------------- | ----------- | --- |
| 2000 (52. gála)  |                     | Bruce Willis             | Paul Stevens            | Jóbarátok            | Friends     | NBC |
| 2000 (52. gála)  | Anthony LaPaglia    | Simon Moon               | Frasier – A dumagép     | Frasier              | NBC         |     |
| 2000 (52. gála)  | William H. Macy     | Sam Donovan              | Esti meccsek            | Sports Night         | ABC         |     |
| 2000 (52. gála)  | Carl Reiner         | Sid Barry                |                         | Beggars and Choosers | Showtime    |     |
| 2000 (52. gála)  | Tom Selleck         | Dr. Richard Burke        | Jóbarátok               | Friends              | NBC         |     |
| 2001 (53. gála)  |                     |                          |                         |                      |             |     |
|                  | Derek Jacobi        | Jackson Hedley           | Frasier – A dumagép     | Frasier              | NBC         |     |
| Robert Loggia    | Victor nagypapa     | Már megint Malcolm       | Malcolm in the Middle   | Fox                  |             |     |
| Victor Garber    | Ferguson            | Frasier – A dumagép      | Frasier                 | NBC                  |             |     |
| Gary Oldman      | Richard Crosby      | Jóbarátok                | Friends                 | NBC                  |             |     |
| Michael York     | Colin Rhome         |                          | The Lot                 | AMC                  |             |     |
| 2002 (54. gála)  |                     |                          |                         |                      |             |     |
|                  | Anthony LaPaglia    | Simon Moon               | Frasier – A dumagép     | Frasier              | NBC         |     |
| Adam Arkin       | Tom                 | Frasier – A dumagép      | Frasier                 | NBC                  |             |     |
| Brian Cox        | Harry Moon          | Frasier – A dumagép      | Frasier                 | NBC                  |             |     |
| Michael Douglas  | Gavin Hatch nyomozó | Will és Grace            | Will & Grace            | NBC                  |             |     |
| Brad Pitt        | Will Colbert        | Jóbarátok                | Friends                 | NBC                  |             |     |
| 2003 (55. gála)  |                     |                          |                         |                      |             |     |
|                  | Gene Wilder         | Mr. Stein                | Will és Grace           | Will & Grace         | NBC         |     |
| Hank Azaria      | David               | Jóbarátok                | Friends                 | NBC                  |             |     |
| David Duchovny   | Johnny Volcano      |                          | Life with Bonnie        | ABC                  |             |     |
| Jonathan Winters | Q.T. Marlens        |                          | Life with Bonnie        | ABC                  |             |     |
| Fred Willard     | Hank MacDougall     | Szeretünk Raymond        | Everybody Loves Raymond | CBS                  |             |     |
| 2004 (56. gála)  |                     |                          |                         |                      |             |     |
|                  | John Turturro       | Ambrose Monk             | Monk – A flúgos nyomozó | Monk                 | USA         |     |
| John Cleese      | Lyle Finster        | Will és Grace            | Will & Grace            | NBC                  |             |     |
| Danny DeVito     | Roy Goodbody        | Jóbarátok                | Friends                 | NBC                  |             |     |
| Anthony LaPaglia | Simon Moon          | Frasier – A dumagép      | Frasier                 | NBC                  |             |     |
| Fred Willard     | Hank MacDougall     | Szeretünk Raymond        | Everybody Loves Raymond | CBS                  |             |     |
| 2005 (57. gála)  |                     |                          |                         |                      |             |     |
|                  | Bobby Cannavale     | Vince D'Angelo           | Will és Grace           | Will & Grace         | NBC         |     |
| Alec Baldwin     | Malcolm             | Will és Grace            | Will & Grace            | NBC                  |             |     |
| Victor Garber    | Peter Bovington     | Will és Grace            | Will & Grace            | NBC                  |             |     |
| Jeff Goldblum    | Scott Woolley       | Will és Grace            | Will & Grace            | NBC                  |             |     |
| Fred Willard     | Hank MacDougall     | Szeretünk Raymond        | Everybody Loves Raymond | CBS                  |             |     |
| 2006 (58. gála)  |                     |                          |                         |                      |             |     |
|                  | Leslie Jordan       | Beverley Leslie          | Will és Grace           | Will & Grace         | NBC         |     |
| Alec Baldwin     | Malcolm             | Will és Grace            | Will & Grace            | NBC                  |             |     |
| Martin Sheen     | Harvey              | Két pasi – meg egy kicsi | Two and a Half Men      | CBS                  |             |     |
| Patrick Stewart  | önmaga              | Futottak még…            | Extras                  | HBO                  |             |     |
| Ben Stiller      | önmaga              | Futottak még…            | Extras                  | HBO                  |             |     |
| 2007 (59. gála)  |                     |                          |                         |                      |             |     |
|                  | Stanley Tucci       | David Ruskin             | Monk – A flúgos nyomozó | Monk                 | USA         |     |
| Beau Bridges     | Carl Hickey         | A nevem Earl             | My Name Is Earl         | NBC                  |             |     |
| Giovanni Ribisi  | Ralph Mariano       | A nevem Earl             | My Name Is Earl         | NBC                  |             |     |
| Martin Landau    | Bob Ryan            | Törtetők                 | Entourage               | HBO                  |             |     |
| Ian McKellen     | önmaga              | Futottak még…            | Extras                  | HBO                  |             |     |
| 2008 (60. gála)  |                     |                          |                         |                      |             |     |
|                  | Tim Conway          | Bucky Bright             | A stúdió                | 30 Rock              | NBC         |     |
| Will Arnett      | Devon Banks         | A stúdió                 | 30 Rock                 | NBC                  |             |     |
| Steve Buscemi    | Lenny Wosniak       | A stúdió                 | 30 Rock                 | NBC                  |             |     |
| Rip Torn         | Don Geiss           | A stúdió                 | 30 Rock                 | NBC                  |             |     |
| Shelley Berman   | Nat David           | Félig üres               | Curb Your Enthusiasm    | HBO                  |             |     |
| 2009 (61. gála)  |                     |                          |                         |                      |             |     |
|                  | Justin Timberlake   | több szereplő            | Saturday Night Live     | Saturday Night Live  | NBC         |     |
| Alan Alda        | Milton Greene       | A stúdió                 | 30 Rock                 | NBC                  |             |     |
| Jon Hamm         | Dr. Drew Baird      | A stúdió                 | 30 Rock                 | NBC                  |             |     |
| Steve Martin     | Gavin Volure        | A stúdió                 | 30 Rock                 | NBC                  |             |     |
| Beau Bridges     | Eli Scruggs         | Született feleségek      | Desperate Housewives    | ABC                  |             |     |

### 2010-es évek
| Év                 | Színész                           | Színész                        | Szerep                    | Magyar cím                | Eredeti cím | Adó |
| 2010 (62. gála)    |                                   |                                |                           |                           |             |     |
| ------------------ | --------------------------------- | ------------------------------ | ------------------------- | ------------------------- | ----------- | --- |
| 2010 (62. gála)    |                                   | Neil Patrick Harris            | Bryan Ryan                | Glee – Sztárok leszünk!   | Glee        | Fox |
| 2010 (62. gála)    | Will Arnett                       | Devon Banks                    | A stúdió                  | 30 Rock                   | NBC         |     |
| 2010 (62. gála)    | Jon Hamm                          | Dr. Drew Baird                 | A stúdió                  | 30 Rock                   | NBC         |     |
| 2010 (62. gála)    | Mike O'Malley                     | Burt Hummel                    | Glee – Sztárok leszünk!   | Glee                      | Fox         |     |
| 2010 (62. gála)    | Eli Wallach                       | Bernard Zimberg                | Jackie nővér              | Nurse Jackie              | Showtime    |     |
| 2010 (62. gála)    | Fred Willard                      | Frank Dunphy                   | Modern család             | Modern Family'            | ABC         |     |
| 2011 (63. gála)    |                                   |                                |                           |                           |             |     |
|                    | Justin Timberlake                 | több szereplő                  | Saturday Night Live       | Saturday Night Live       | NBC         |     |
| Will Arnett        | Devon Banks                       | A stúdió                       | 30 Rock                   | NBC                       |             |     |
| Matt Damon         | Carol Burnett                     | A stúdió                       | 30 Rock                   | NBC                       |             |     |
| Idris Elba         | Lenny Charles                     | The Big C – A nagy C           | The Big C                 | Showtime                  |             |     |
| Zach Galifianakis  | több szereplő                     | Saturday Night Live            | Saturday Night Live       | NBC                       |             |     |
| Nathan Lane        | Pepper Saltzman                   | Modern család                  | Modern Family             | ABC                       |             |     |
| 2012 (64. gála)    |                                   |                                |                           |                           |             |     |
|                    | Jimmy Fallon                      | több szereplő                  | Saturday Night Live       | Saturday Night Live       | NBC         |     |
| Will Arnett        | Devon Banks                       | A stúdió                       | 30 Rock                   | NBC                       |             |     |
| Jon Hamm           | Abner / David Brinkley            | A stúdió                       | 30 Rock                   | NBC                       |             |     |
| Bobby Cannavale    | Dr. Mike Cruz                     | Jackie nővér                   | Nurse Jackie              | Showtime                  |             |     |
| Michael J. Fox     | önmaga                            | Félig üres                     | Curb Your Enthusiasm      | HBO                       |             |     |
| Greg Kinnear       | Tad Murray                        | Modern család                  | Modern Family             | ABC                       |             |     |
| 2013 (65. gála)    |                                   |                                |                           |                           |             |     |
|                    | Bob Newhart                       | Arthur Jeffries                | Agymenők                  | The Big Bang Theory       | CBS         |     |
| Louis C.K.         | több szereplő                     | Saturday Night Live            | Saturday Night Live       | NBC                       |             |     |
| Justin Timberlake  | több szereplő                     | Saturday Night Live            | Saturday Night Live       | NBC                       |             |     |
| Bobby Cannavale    | Dr. Mike Cruz                     | Jackie nővér                   | Nurse Jackie              | Showtime                  |             |     |
| Will Forte         | Paul L'astnamé                    | A stúdió                       | 30 Rock                   | NBC                       |             |     |
| Nathan Lane        | Pepper Saltzman                   | Modern család                  | Modern Family             | ABC                       |             |     |
| 2014 (66. gála)    |                                   |                                |                           |                           |             |     |
|                    | Jimmy Fallon                      | több szereplő                  | Saturday Night Live       | Saturday Night Live       | NBC         |     |
| Steve Buscemi      | Marty                             | Portlandia                     | Portlandia                | IFC                       |             |     |
| Louis C.K.         | több szereplő                     | Saturday Night Live            | Saturday Night Live       | NBC                       |             |     |
| Gary Cole          | Kent Davison                      | Az alelnök                     | Veep                      | HBO                       |             |     |
| Nathan Lane        | Pepper Saltzman                   | Modern család                  | Modern Family             | ABC                       |             |     |
| Bob Newhart        | Arthur Jeffries                   | Agymenők                       | The Big Bang Theory       | CBS                       |             |     |
| 2015 (67. gála)    |                                   |                                |                           |                           |             |     |
|                    | Bradley Whitford                  | Marcy May                      | Nincs titok               | Transparent               | Amazon      |     |
| Mel Brooks         | önmaga                            |                                | The Comedians             | FX                        |             |     |
| Louis C.K.         | több szereplő                     | Saturday Night Live            | Saturday Night Live       | NBC                       |             |     |
| Bill Hader         | több szereplő                     | Saturday Night Live            | Saturday Night Live       | NBC                       |             |     |
| Paul Giamatti      | 10. esküdt                        | Amynek áll a világ             | Inside Amy Schumer        | Comedy Central            |             |     |
| Jon Hamm           | Richard Wayne Gary Wayne          | A megtörhetetlen Kimmy Schmidt | Unbreakable Kimmy Schmidt | Netflix                   |             |     |
| 2016 (68. gála)    |                                   |                                |                           |                           |             |     |
|                    | Peter Scolari                     | Tad Horvath                    | Csajok                    | Girls                     | HBO         |     |
| Larry David        | több szereplő                     | Saturday Night Live            | Saturday Night Live       | NBC                       |             |     |
| Tracy Morgan       | több szereplő                     | Saturday Night Live            | Saturday Night Live       | NBC                       |             |     |
| Martin Mull        | Bob Bradley                       | Az alelnök                     | Veep                      | HBO                       |             |     |
| Bob Newhart        | Arthur Jeffries                   | Agymenők                       | The Big Bang Theory       | CBS                       |             |     |
| Bradley Whitford   | Magnus Hirschfeld                 | Nincs titok                    | Transparent               | Amazon                    |             |     |
| 2017 (69. gála)    |                                   |                                |                           |                           |             |     |
|                    | Dave Chappelle                    | több szereplő                  | Saturday Night Live       | Saturday Night Live       | NBC         |     |
| Riz Ahmed          | Paul-Louis                        | Csajok                         | Girls                     | HBO                       |             |     |
| Matthew Rhys       | Chuck Palmer                      | Csajok                         | Girls                     | HBO                       |             |     |
| Tom Hanks          | több szereplő                     | Saturday Night Live            | Saturday Night Live       | NBC                       |             |     |
| Lin-Manuel Miranda | több szereplő                     | Saturday Night Live            | Saturday Night Live       | NBC                       |             |     |
| Hugh Laurie        | Tom James                         | Az alelnök                     | Veep                      | HBO                       |             |     |
| 2018 (70. gála)    |                                   |                                |                           |                           |             |     |
|                    | Katt Williams                     | Willie nagybácsi               | Atlanta                   | Atlanta                   | FX          |     |
| Sterling K. Brown  | Philip Davidson                   | Brooklyn 99 – Nemszázas körzet | Brooklyn Nine-Nine        | Fox                       |             |     |
| Bryan Cranston     | Dr. Lionel Templeton              | Félig üres                     | Curb Your Enthusiasm      | HBO                       |             |     |
| Lin-Manuel Miranda | önmaga                            | Félig üres                     | Curb Your Enthusiasm      | HBO                       |             |     |
| Donald Glover      | több szereplő                     | Saturday Night Live            | Saturday Night Live       | NBC                       |             |     |
| Bill Hader         | több szereplő                     | Saturday Night Live            | Saturday Night Live       | NBC                       |             |     |
| 2019 (71. gála)    |                                   |                                |                           |                           |             |     |
|                    | Luke Kirby                        | Lenny Bruce                    | A káprázatos Mrs. Maisel  | The Marvelous Mrs. Maisel | Amazon      |     |
| Matt Damon         | Brett Kavanaugh / egyéb szereplők | Saturday Night Live            | Saturday Night Live       | NBC                       |             |     |
| Robert De Niro     | Robert Mueller                    | Saturday Night Live            | Saturday Night Live       | NBC                       |             |     |
| John Mulaney       | több szereplő                     | Saturday Night Live            | Saturday Night Live       | NBC                       |             |     |
| Adam Sandler       | több szereplő                     | Saturday Night Live            | Saturday Night Live       | NBC                       |             |     |
| Peter MacNicol     | Jeff Kane                         | Az alelnök                     | Veep                      | HBO                       |             |     |
| Rufus Sewell       | Declan Howell                     | A káprázatos Mrs. Maisel       | The Marvelous Mrs. Maisel | Amazon                    |             |     |

### 2020-as évek
| Év                   | Színész                   | Színész                  | Szerep                       | Magyar cím                   | Eredeti cím         | Adó |
| 2020 (72. gála)      |                           |                          |                              |                              |                     |     |
| -------------------- | ------------------------- | ------------------------ | ---------------------------- | ---------------------------- | ------------------- | --- |
| 2020 (72. gála)      |                           | Eddie Murphy             | több szereplő                | Saturday Night Live          | Saturday Night Live | NBC |
| 2020 (72. gála)      | Adam Driver               | több szereplő            | Saturday Night Live          | Saturday Night Live          | NBC                 |     |
| 2020 (72. gála)      | Brad Pitt                 | Anthony Fauci            | Saturday Night Live          | Saturday Night Live          | NBC                 |     |
| 2020 (72. gála)      | Luke Kirby                | Lenny Bruce              | A káprázatos Mrs. Maisel     | The Marvelous Mrs. Maisel    | Amazon              |     |
| 2020 (72. gála)      | Dev Patel                 | Joshua                   | Modern szerelem              | Modern Love                  | Amazon              |     |
| 2020 (72. gála)      | Fred Willard (posztumusz) | Frank Dunphy             | Modern család                | Modern Family                | ABC                 |     |
| 2021 (73. gála)      |                           |                          |                              |                              |                     |     |
|                      | Dave Chappelle            | több szereplő            | Saturday Night Live          | Saturday Night Live          | NBC                 |     |
| Alec Baldwin         | Donald Trump              | Saturday Night Live      | Saturday Night Live          | NBC                          |                     |     |
| Daniel Kaluuya       | több szereplő             | Saturday Night Live      | Saturday Night Live          | NBC                          |                     |     |
| Dan Levy             | több szereplő             | Saturday Night Live      | Saturday Night Live          | NBC                          |                     |     |
| Morgan Freeman       | önmaga                    | A Kominsky-módszer       | The Kominsky Method          | Netflix                      |                     |     |
| 2022 (74. gála)      |                           |                          |                              |                              |                     |     |
|                      | Nathan Lane               | Teddy Dimas              | Gyilkos a házban             | Only Murders in the Building | Hulu                |     |
| Jerrod Carmichael    | több szereplő             | Saturday Night Live      | Saturday Night Live          | NBC                          |                     |     |
| Bill Hader           | Igor / Gregor / Timor     | Félig üres               | Curb Your Enthusiasm         | HBO                          |                     |     |
| James Lance          | Trent Crimm               | Ted Lasso                | Ted Lasso                    | Apple TV+                    |                     |     |
| Sam Richardson       | Edwin Akufo               | Ted Lasso                | Ted Lasso                    | Apple TV+                    |                     |     |
| Christopher McDonald | Marty Ghilain             | Hacks – A pénz beszél    | Hacks                        | HBO Max                      |                     |     |
| 2023 (75. gála)      |                           |                          |                              |                              |                     |     |
|                      | Sam Richardson            | Edwin Akufo              | Ted Lasso                    | Ted Lasso                    | Apple TV+           |     |
| Jon Bernthal         | Michael Berzatto          | A mackó                  | The Bear                     | FX                           |                     |     |
| Oliver Platt         | Jimmy "Cicero" Kalinowski | A mackó                  | The Bear                     | FX                           |                     |     |
| Luke Kirby           | Lenny Bruce               | A káprázatos Mrs. Maisel | The Marvelous Mrs. Maisel    | Prime Video                  |                     |     |
| Nathan Lane          | Teddy Dimas               | Gyilkos a házban         | Only Murders in the Building | Hulu                         |                     |     |
| Pedro Pascal         | házigazda                 | Saturday Night Live      | Saturday Night Live          | NBC                          |                     |     |
| 2024 (76. gála)      |                           |                          |                              |                              |                     |     |
|                      | Jon Bernthal              | Michael Berzatto         | A mackó                      | The Bear                     | FX                  |     |
| Matthew Broderick    | Matthew Broderick         | Gyilkos a házban         | Only Murders in the Building | Hulu                         |                     |     |
| Ryan Gosling         | több szereplő             | Saturday Night Live      | Saturday Night Live          | NBC                          |                     |     |
| Christopher Lloyd    | Larry Arbuckle            | Hacks – A pénz beszél    | Hacks                        | HBO Max                      |                     |     |
| Bob Odenkirk         | Lee bácsi                 | A mackó                  | The Bear                     | FX                           |                     |     |
| Will Poulter         | Luca                      | A mackó                  | The Bear                     | FX                           |                     |     |

## Fordítás
- Ez a szócikk részben vagy egészben  a   Primetime Emmy Award for Outstanding Guest Actor in a Comedy Series című angol Wikipédia-szócikk ezen változatának fordításán alapul.  Az eredeti cikk szerkesztőit annak laptörténete sorolja fel. Ez a jelzés csupán a megfogalmazás eredetét és a szerzői jogokat jelzi, nem szolgál a cikkben szereplő információk forrásmegjelöléseként.